# Rhipsalis occidentalis
Rhipsalis occidentalis ist eine Pflanzenart in der Gattung Rhipsalis aus der Familie der Kakteengewächse (Cactaceae). Das Artepitheton occidentalis stammt aus dem Lateinischen und bedeutet ‚westlich‘.

## Beschreibung
Rhipsalis occidentalis wächst epiphytisch und strauchig mit hängenden, reich verzweigten Trieben und erreicht Längen von bis zu 1 Meter. Die dunkelgrünen Triebe sind zu ihrer Basis hin schmal keilförmig verjüngt. Sie sind bis zu 12 Zentimeter lang und 6,5 Zentimeter breit. Der Rand ist gekerbt und gezahnt. Die Areolen sind nicht mit Borsten oder Wolle besetzt.
Die einzelnen, weißen Blüten erscheinen seitlich aus den Trieben. Sie sind 9 Millimeter lang und weisen einen Durchmesser von 10 Millimeter auf. Die länglichen Früchte sind weiß.

## Systematik und Verbreitung
Rhipsalis occidentalis ist in Ecuador und im Norden von Peru verbreitet.
Die Erstbeschreibung erfolgte 1987 durch Wilhelm Barthlott und Werner Rauh.

## Nachweise